# Passarel·les per als vianants de Montjuïc
Les passarel·les per als vianants de Montjuïc són a l'avinguda de la Reina Maria Cristina i creuen sobre l'avinguda de Rius i Taulet, en el districte de Sants-Montjuïc, a Barcelona (Catalunya). Són el primer esglaó d'un sistema d'escales construïdes amb motiu dels Jocs Olímpics d'Estiu de 1992 per facilitar l'accés a les instal·lacions de Montjuïc.

## Història
La infraestructura es feia cada dia més necessària a mesura que la importància de la Fira de Barcelona augmentava. Per arribar-hi, els vianants havien de creuar l'avinguda, que formava una barrera important per la densitat del trànsit. Quan es van discutir les primeres idees per a una passarel·la, la gent es preocupava per l'impacte visual negatiu: al voltant hi ha el Palau Nacional a l'alt de Montjuïc, la Font Màgica i l'Avinguda Maria Cristina, el que havia sigut el cor de l'Exposició Universal de Barcelona de 1929. És per això que el projecte es va retardar fins a fer-se inevitable per a poder accedir a l'Anell Olímpic.
Era menester un disseny discret per no guanyar protagonisme enfront de tots els edificis emblemàtics del context arquitectural. Així doncs, s'havia de salvar la llum de l'avinguda de la forma més elegant possible.
Tot això constituïa un repte, durant els jocs i quan hi ha fires el lloc és molt concorregut i el nombre de vianants pot ser enorme, el disseny havia per tant havia de tenir en compte aquesta càrrega. Era qüestió d'evitar el que va passar amb el Millennium Bridge, la passarel·la de Londres que va haver de tancar per l'excés de succés. Calia canalitzar el flux de gent de gent caminant en sentits oposats.

## Projecte
La utilització, per primera vegada a Espanya de formigó d'alta resistència (80 MPa), l'ús de postessat i la singular tipologia estructural ha permès construir un conjunt de passarel·les de formigó molt esveltes, totalment integrades en un entorn d'alt valor arquitectònic.

## Característiques tècniques
Cadascuna de les passarel·les està formada per un bloc de dos plànols: un de vertical, de 0,80 m de gruix, amb un buit de 32x5 m per a pas del tràfic sota l'estructura i un altre horitzontal de 7,30 m d'amplària, de secció esglaonada, amb un cant màxim de 0,42 m i mínim de 0,14 m.
Així resulta una secció estructural constituïda per una “T” inversa amb un cant total d'1,42 m el nervi central de la qual de 0,80 m d'ample emergeix un metre sobre la llosa. Això permet rebaixar la cota de la llosa i conseqüentment el desnivell a salvar pels trams d'escales. La llinda de la passarel·la va ser posttesada per mitjà de tres tendons de 31 cables de 0,6 polzades de diàmetre d'acer superestabilizat tipus 270 k que es van tesar amb una força inicial de 660 T cadascun. Per raons d'espai, un dels ancoratges va quedar vist, encara que protegit.
Les càrregues es transfereixen des dels voladissos per flexió transversal al nervi central de formigó, que flexiona longitudinalment i transfereix les càrregues als suports. Tenint en compte la reduïda àrea del nervi central, es va plantejar un esquema estructural hiperestàtic compost per un tauler amb un suport encastat al costat de la plaça d'Espanya i un altre simplement recolzat al costat de la Font Màgica.
D'aquesta forma es van reduir els esforços en l'obertura i la deformació. Això no obstant, la compressió a la qual era sotmès el nervi central de la secció romania molt important i es va optar per a formigó d'alta resistència, HP-80, així com el sistema de pretesat, el disseny del qual era molt condicionat per l'escassa amplària del nervi, que limitava el nombre de tendons que s'hi podien instal·lar.
El suport simple es va dissenyar encastant la passarel·la en un bloc de formigó que, per ser molt prim, assegurava prou flexibilitat. En canvi, el suport encastat es va obtenir allargant de quatre metres les obertures de les passarel·les al llarg del mur vertical de formigó, assegurant així la transferència de les compressions generades pel moment d'encastament a la fonamentació. El mur de formigó, de vint metres de longitud, va servir també per ancorar les escales d'accés.
Estructuralment, es comporta com una biga de gran cant.
Com que el formigó d'alta resistència és un material molt poc dúctil, es requeria que l'estructura, en disseny d'estat l'ímit tingués un comportament dúctil. Concretament, calia que la secció en l'encastament fos més dúctil que la secció en l'obertura, perquè aquesta rep esforços méssage grossos. La secció en T inversa assegura una gran ductilitat del suport encastat, car en aquest punt hi ha un gran cap de compressió, formada pels voladissos i la part inferior del nervi, que permet que l'estructura trenqui de forma dúctil per l'esgotament de les armadures activa i passiva.
Un factor important a tenir en compte és la redistribució de moments de la secció d'encastament en la secció d'obertura; que en el cas de la secció en T inversa és molt baixa. També és clau la influència dels efectes dels gradients de temperatura, fluència, retracció i possibles seients diferencials. Gràcies a la ductilitat de l'encastament aquests efectes es poden menysprear.
Finalment, en el disseny d'estat límit el funcionament del pretesat seria més eficient si la secció fora en T i no en T inversa, ja que l'excentricitat dels cables en l'obertura seria molt més gros i incrementaria la diferència entre el moment isostàtic i l'hiperestàtic. No obstant això, el comportament en estat límit de les passarel·les amb una secció en T és molt pitjor, ja que trencarien de forma fràgil. Eel gran cap de compressió seria en l'obertura i no en l'encastament, a més de tenir inconvenients a escala funcional: es reduiria el gàlib, es veuria el nervi des del carrer, etc..